# Austrian International 1989
Die Austrian International 1989 fanden vom 21. bis zum 23. April 1989 in Pressbaum statt. Es war die 19. Austragung dieser offenen internationalen Meisterschaften von Österreich im Badminton.

## Sieger und Platzierte
| Disziplin    | Gold                                 | Silber                        | Bronze                                    |
| ------------ | ------------------------------------ | ----------------------------- | ----------------------------------------- |
| Herreneinzel | Andrei Antropow                      | Claus Thomsen                 | Chris Rees                                |
| Herreneinzel | Andrei Antropow                      | Claus Thomsen                 | Stephan Kuhl                              |
| Dameneinzel  | Jelena Rybkina                       | Natalja Iwanowa               | Bożena Bąk                                |
| Dameneinzel  | Jelena Rybkina                       | Natalja Iwanowa               | Diana Koleva                              |
| Herrendoppel | Volker Eiber Ralf Rausch             | Ron Michels Edwin van Dalm    | Robert Larsson Erik Lia                   |
| Herrendoppel | Volker Eiber Ralf Rausch             | Ron Michels Edwin van Dalm    | Stephan Kuhl Robert Neumann               |
| Damendoppel  | Charlotte Madsen Anne Mette van Dijk | Bożena Bąk Bożena Haracz      | Natalja Iwanowa Jelena Rybkina            |
| Damendoppel  | Charlotte Madsen Anne Mette van Dijk | Bożena Bąk Bożena Haracz      | Julie Bradbury Julia Mann                 |
| Mixed        | Andrei Antropow Jelena Rybkina       | Ron Michels Esther Villanueva | Julie Bradbury Chris Hunt                 |
| Mixed        | Andrei Antropow Jelena Rybkina       | Ron Michels Esther Villanueva | Jon Holst-Christensen Anne Mette van Dijk |

## Finalergebnisse
| Disziplin    | Sieger                            | Finalist                        | Ergebnis          |
| ------------ | --------------------------------- | ------------------------------- | ----------------- |
| Herreneinzel | Andrei Antropow                   | Claus Thomsen                   | 15-18 15-10 15-12 |
| Dameneinzel  | Jelena Rybkina                    | Natalja Iwanowa                 | 11-6 11-1         |
| Herrendoppel | Ralf Rausch Volker Eiber          | Ron Michels Edwin van Dalm      | 11-15 15-9 15-8   |
| Damendoppel  | Charlotte Madsen Anne Mette Bille | Bożena Siemieniec Bożena Haracz | 15-9 15-10        |
| Mixed        | Andrei Antropow Jelena Rybkina    | Ron Michels Esther Villanueva   | 15-10 15-6        |